# Chrysops leucopsilus
Chrysops leucopsilus är en tvåvingeart som beskrevs av Christian Rudolph Wilhelm Wiedemann 1828. Chrysops leucopsilus ingår i släktet Chrysops och familjen bromsar. Inga underarter finns listade i Catalogue of Life.